# District hospitalier d'Helsinki et de l'Uusimaa
Le District hospitalier d'Helsinki et de l'Uusimaa finnois : Helsingin ja Uudenmaan sairaanhoitopiiri, sigle HUS) est le plus grand district hospitalier de Finlande.

## Présentation
C'este plus grand district hospitalier de Finlande et le deuxième employeur. 
Le district hospitalier HUS compte 24 municipalités membres et une population de près de 1,7 million et 2,2 millions dans sa zone de responsabilité spéciale,.

## Chiffres clés
Les chiffres clés du district:
| Activité                                  | Nombre 2017 | Nombre 2019 |
| ----------------------------------------- | ----------- | ----------- |
| Jours de soins                            | 174 859     | 860 185     |
| Nombre de Visites                         | 1 902 672   | 2 932 553   |
| Visite aux centres de santé               | 164 127     |             |
| Opérations chirurgicales                  | 91 859      | 91 972      |
| Naissances                                | 16 463      | 15 549      |
| Nombre d'usagers des services de HUS      | 514 705     | 261 302     |
| Nombre de lits                            | 2 546       |             |
| Soignants                                 | 24 328      | 26 536      |
| Entrées financières (en millions d'euros) | 2 138,7     | 2 512,1     |
| Dépenses (en millions d'euros)            | 2 013,0     | 2 408,9     |
| Population du district HUS                | 1 651 715   | 1782 108    |
| Contribution annuelle par résident        | 937,4       | 1 057       |
| Sources,:                                 |             |             |

## Municipalités membres
HUS est la propriété de municipalités de l'Uusimaa hormis Pukkila et Myrskylä, qui sont membres du regroupement de la fédération municipale de bien-être du Päijät-Häme.
La liste des municipalités membres est:
- Askola
- Espoo
- Hanko
- Helsinki
- Hyvinkää
- Ingå
- Järvenpää
- Karkkila
- Kauniainen
- Kerava
- Kirkkonummi
- Lapinjärvi
- Lohja
- Loviisa
- Mäntsälä
- Nurmijärvi
- Pornainen
- Porvoo
- Raseborg
- Sipoo
- Siuntio
- Tuusula
- Vantaa
- Vihti

## Hôpitaux
Les établissements hospitaliers du district sont:
| Hôpital                                        | Image | Adresse                                            | Position                     |
| ---------------------------------------------- | ----- | -------------------------------------------------- | ---------------------------- |
| Hôpital d'Aurora                               |       | Nordenskiöldinkatu 20 00250 Helsinki               | 60° 11′ 34″ N, 24° 55′ 34″ E |
| Hôpital d'Herttoniemi                          |       | Kettutie 8 00800 Helsinki                          | 60° 12′ 27″ N, 25° 02′ 11″ E |
| Hôpital d'Hyvinkää                             |       | Sairaalankatu 1 05850 Hyvinkää                     | 60° 36′ 37″ N, 24° 49′ 42″ E |
| Hôpital de dermatologie et d'allergologie (fi) |       | Meilahdentie 2 00250 Helsinki                      | 60° 11′ 30″ N, 24° 53′ 41″ E |
| Hôpital d'Espoo                                |       | Karvasmäentie 6 02740 Espoo                        | 60° 13′ 20″ N, 24° 41′ 07″ E |
| Hôpital de Jorvi                               |       | Turuntie 150 02740 Espoo                           | 60° 13′ 21″ N, 24° 41′ 20″ E |
| Hôpital de Kellokoski (fi)                     |       | Ohkolantie 10 Kellokoski, Mäntsälä                 | 60° 32′ 31″ N, 25° 06′ 42″ E |
| Hôpital chirurgical                            |       | Kasarmikatu 11-13 Helsinki                         | 60° 09′ 42″ N, 24° 56′ 56″ E |
| École de sages-femmes (fi)                     |       | Helsinki                                           | 60° 12′ 14″ N, 24° 57′ 04″ E |
| Nouvel hôpital pédiatrique                     |       | Stenbäckinkatu 9 00290 Helsinki                    | 60° 11′ 16″ N, 24° 54′ 37″ E |
| Hôpital de Lohja (fi)                          |       | Sairaalatie 8 08200 Lohja                          | 60° 13′ 24″ N, 24° 01′ 08″ E |
| Hôpital de Raasepori                           |       | Itäinen Rantakatu 9 10601 Raasepori                | 59° 58′ 07″ N, 23° 26′ 26″ E |
| Hôpital de Laakso                              |       | Rakennus 4, R-rappu, Lääkärinkatu 8 00250 Helsinki | 60° 11′ 30″ N, 24° 55′ 04″ E |
| Hôpital de Malmi                               |       | Talvelantie 6 00700 Helsinki                       | 60° 15′ 14″ N, 24° 59′ 55″ E |
| Hôpital triangulaire de Meilahti               |       | Haartmaninkatu 4 00290 Helsinki                    | 60° 11′ 21″ N, 24° 54′ 25″ E |
| Tour hospitalière de Meilahti                  |       | Haartmaninkatu 4 00290 Helsinki                    | 60° 11′ 19″ N, 24° 54′ 20″ E |
| Clinique de gynécologie                        |       | Haartmaninkatu 2 00290 Helsinki                    | 60° 11′ 20″ N, 24° 54′ 37″ E |
| Hôpital de Peijas                              |       | Sairaalakatu 1 01400 Vantaa                        | 60° 19′ 53″ N, 25° 03′ 36″ E |
| Hôpital de Katriina                            |       | Katriinankuja 4 01760 Vantaa                       | 60° 20′ 47″ N, 24° 52′ 26″ E |
| Hôpital de Porvoo                              |       | Sairaalantie 1 06150 Porvoo                        | 60° 22′ 39″ N, 25° 41′ 49″ E |
| Centre psychiatrique HYKS (fi)                 |       | Välskärinkatu 12 00260 Helsinki                    | 60° 10′ 48″ N, 24° 55′ 10″ E |
| Hôpital des yeux et des oreilles               |       | Haartmaninkatu 4 C/E 00290 Helsinki                | 60° 11′ 23″ N, 24° 54′ 32″ E |
| Clinique d'oncologie                           |       | Paciuksenkatu 3 00290 Helsinki                     | 60° 11′ 23″ N, 24° 54′ 14″ E |
| Hôpital de Töölö                               |       | Topeliuksenkatu 5 00260 Helsinki                   | 60° 10′ 53″ N, 24° 55′ 20″ E |
| Siltasairaala                                  |       | Haartmaninkatu 4 00260 Helsinki                    | 60° 11′ 13″ N, 24° 54′ 28″ E |

## Soins préhospitaliers d'urgence
Les sept régions de services préhospitaliers d'urgence du district sont:
- HUCH Helsinki (Helsinki)
- HUCH Jorvi (Espoo, Kirkkonummi et Kauniainen)
- HUCH Peijas (Vantaa et Kerava)
- Zone de l’hôpital d'Hyvinkää (Hyvinkää, Järvenpää, Mäntsälä, Nurmijärvi et Tuusula)
- Zone de l’hôpital de Lohja (Karkkila, Lohja, Siuntio et Vihti)
- Zone de l’hôpital de Raasepori (Hanko, Ingå et Raseborg)
- Zone de l’hôpital de Porvoo (Askola, Lapinjärvi, Loviisa, Pornainen, Porvoo et Sipoo).